# Territorio (geografia)
Territorio, in termini geografici, indica la porzione di spazio che viene identificata per le sue particolarità fisiche come le sue determinate forme anche le diversità biologiche, geologiche e gli elementi idrografici.

Sempre come territorio vanno intese le differenti qualità di antropizzazione (gruppi umani, insediamenti urbani e/o abitativi in generale) dove lo stesso termine viene però legato ad un senso decisamente più ampio ed utilizzato anche in relazione a discipline od ambiti non strettamente geografici, quali il controllo politico o sociale di un determinato spazio terrestre.
Ad oggi il termine territorio, oltre a connotare elementi giurisdizionali (territorio dello Stato, territorio di appartenenza, ecc.) è al centro di numerosi dibattiti e riconsiderazioni, in quanto  viene sempre più considerato in relazione agli insediamenti umani, quindi al multiforme concetto di territorializzazione. Quest'ultimo, indica in breve il processo di azione umana su un dato territorio che, partendo da un ipotetico tempo 0, procede mediante la costante evoluzione e cambiamento del gruppo umano che di volta in volta vi si insedia, perpetrando modifiche di differente livello che ne costituiranno poi le caratteristiche effettive e peculiari.